# Darwinius
Darwinius, pertencente aos Adapiformes, um grupo basal de primatas da época do Eoceno, há 47 milhões de anos (idade do Lutetiano), idade baseada na datação do sítio fossilífero. O género Darwinius foi nomeado em honra de Charles Darwin, para celebrar o seu bicentenário, enquanto que o nome da espécie, masillae, presta homenagem ao sítio fossilífero de Messel, na Alemanha, onde o espécime foi encontrado.
O único fóssil conhecido, alcunhado de Ida, foi descoberto em 1983 no sítio fossilífero de Messel, uma pedreira de xisto desactivada, notória pela surpreendente conservação dos fósseis, e localizada no município de Messel, cerca de 35 km a sudoeste de Frankfurt am Main. O fóssil, dividido numa placa e numa contraplaca parcial depois de uma escavação amadora, e vendido em separado, foi novamente reagrupado apenas em 2006. A criatura assemelhava-se, à primeira vista, a um lémure actual.
Os autores do artigo científico que descreve o Darwinius classificaram-no como membro da família de primatas Notharctidae, subfamília Cercamoniinae, sugerindo que poderá ser um importante fóssil de transição (um "elo perdido") entre as linhagens de prosímios e símios ("antropóides"). Existem, no entanto, discordâncias acerca desta classificação.
Existe, no entanto, alguma preocupação acerca das alegações feitas sobre a sua importância relativa, e do fóssil ter sido anunciado antes da informação adequada estar disponível por forma a ser escrutinada por outros cientistas. Um estudo da revista Nature descartou a hipótese do fóssil pertencer a um "elo perdido", descrevendo-o como "mais próximo dos lêmures que dos macacos, dos grandes primatas ou de nós".

## Taxonomia
Franzen et al. (2009) colocaram o género Darwinius na subfamília Cercamoniinae da família Notharctidae, dentro da extinta sub-ordem Adapiformes dos primatas primitivos.
Darwinius masillae é a terceira espécie de primatas a ser descoberta no sítio de Messel que pertence aos adapiformes cercamoniinos, juntando-se às espécies Europolemur koenigswaldi e Europolemur kelleri. A espécie Darwinius masillae é semelhante, embora não directamente relacionada, à Godinotia neglecta do vale alemão de Geiseltal.
Os adapiformes são conhecidos apenas pelo seu registo fóssil, e não é claro se formam uma sub-ordem própria, ou um agrupamento parafilético. São habitualmente agrupados sob a semi-ordem Strepsirrhini, pelo que não poderiam ser ancestrais da semi-ordem Haplorrhini.
Franzen et al. no seu artigo de 2009 colocam o Darwinius no  "grupo de primatas primitivos Adapoidea, representativo da diversificação dos primeiros haplorrinos". Assim, de acordo com estes autores, os adapiformes não seriam completamente englobados pela linhagem Strepsirrhini, como se tem assumido, qualificando-se assim como um "elo perdido" entre Strepsirrhini e Haplorrhini.
Pensa-se que os fósseis mais antigos representam os antropóides mais primitivos ou os tarsiídeos, que lhes estão relacionados, e muitos peritos sustentam que os antropóides evoluíram a partir dos tarsiídeos, enquanto que um grupo menor concorda com o Dr. Hurum em que os primeiros antropóides foram Adapidae, os lémures ancestrais. A visão do paleontólogo Tim White é que é pouco provável que o Darwinius venha encerrar a questão.

### Preocupações com a análise cladística
Paleontólogos têm expressado preocupações devido a análise cladística só ter comparado 30 caracteres, quando a prática comum é de analisar de 200 a 400 características e incluir fósseis tais como os antropóides do Egipto e do género de primatas Eosimias que não foram incluídos na análise. Isto contrasta com a motivação abertamente expressa pelos autores, que foi a de listar 30 características anatómicas e morfológicas "comummente utilizadas" para distinguir strepsirrinos e haplorrinos. O paleontólogo Richard Kay da Universidade de Duke achou que os dados foram escolhidos a dedo e o paleontólogo Callum Ross da Universidade de Chicago considera que a alegação de que Darwinius deve ser classificado como um haplorrino é "não suportável à luz dos métodos modernos de classificação." A opinião de Chris Beard, curador de paleontologia de vertebrados no Carnegie Museum of Natural History, foi que Darwinius não foi um "elo perdido" entre antropóides e primatas mais primitivos, mas que estudos adicionais deste espécime singularmente bem preservado seria muito informativo e poderia revelar relações entre "os primeiros, e o menos semelhantes aos humanos, de todos os primatas conhecidos, os adapiformes do Eoceno." Numa entrevista publicada a 27 de Maio, Hurum afirmou que tinha uma mente aberta em relação à possibilidade de que o fóssil seja afinal um lémur, e que um artigo sobre sistemática a ser publicado dentro de um ano iria principalmente focar-se na contraplaca parcial contendo os ossos do pé e do ouvido interno.
A maioria dos peritos defende que os primatas superiores (símios) evoluiram a partir dos Tarsiidae, separando-se dos Strepsirrhini antes do aparecimento dos Adapiformes. Um pequeno grupo concordou com Franzen et al. de que os primatas superiores descenderam dos Adapiformes (Adapoidea).

## Espécime tipo

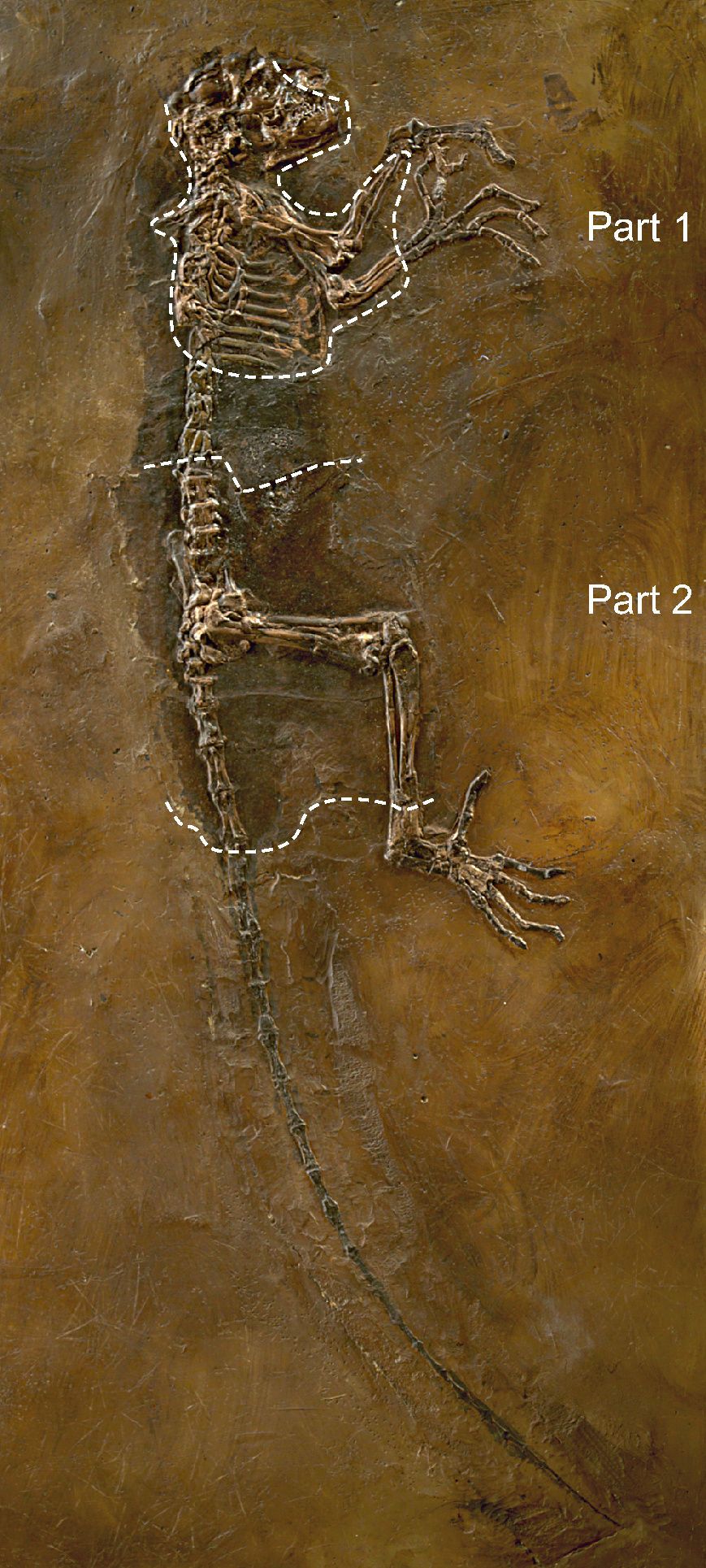
Contraplaca do fóssil holótipo de Darwinius masillae (espécime WDC-MG-210, invertido para comparação)

O espécime tipo é um fóssil completo em 95%, ao qual falta apenas a perna traseira esquerda. Foi nomeado Ida, segundo o nome da filha do Dr. Jørn Hurum, paleontólogo de vertebrados norueguês do Museu de História Natural da Universidade de Oslo, que conseguiu adquirir uma secção do fóssil de um possuidor anónimo, e dirigiu a pesquisa. Para além dos ossos, é visível uma impressão do tecido mole de Ida e o contorno do pelo, juntamente com os restos da sua refeição de frutos e folhas.

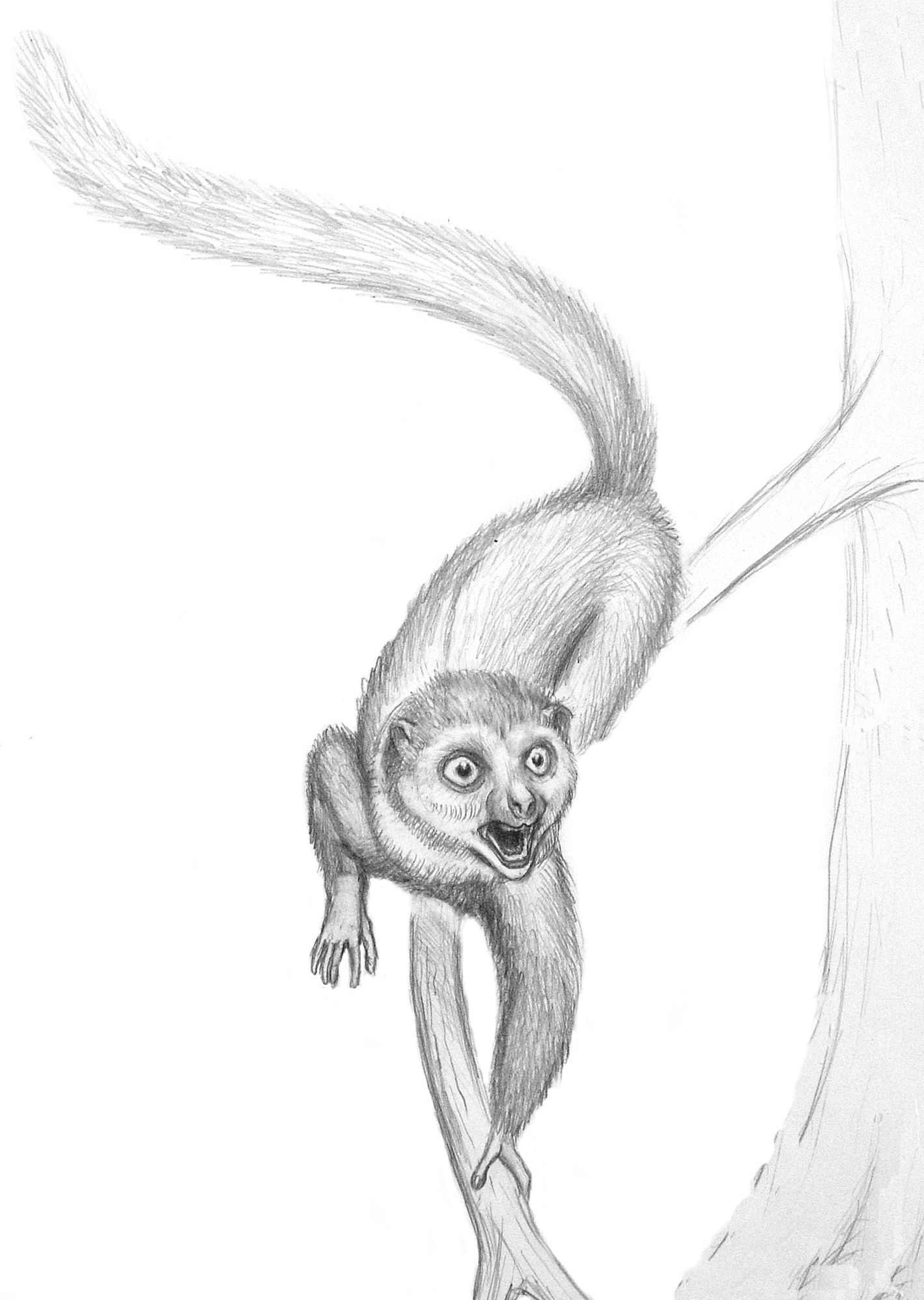
Reconstrução de um Darwinius vivo

O fóssil está colocado na árvore da família dos primatas junto com outros primatas fósseis. Pensou-se originalmente que Ida seria um lémure primitivo, mas os testes comparativos revelaram que havia adquirido características antropóides. Isto indica que IDA é um fóssil de transição entre os primatas do tipo lémure e os macacos, incluindo a linhagem humana. Duas das características anatómicas chave encontradas em lémures, a garra higiénica no pé; e uma fileira de dentes em fuso, um pente dental, na mandíbula inferior, não estão presentes no fóssil. Em vez disso, exibe uma face curta com olhos dirigidos para a frente como os humanos, por oposição à longa face do lémure, unhas em vez de garras, e dentes semelhantes aos dos macacos. As mãos do fóssil têm cinco dedos e exibem polegares oponíveis como os humanos. Estes teriam fornecido um "agarrar de precisão" que, para Ida, terá sido útil para trepar e colher frutos. Ida também tem braços flexíveis e membros relativamente curtos.
Reconstruções digitais dos dentes de Ida revelaram que ela tinha ainda molares por desenvolver na sua mandíbula, o que indica que teria cerca de 8 meses de idade, o equivalente a um ser humano de 6 anos. O formato dos dentes de Ida fornece pistas para a sua dieta: molares afiados teriam-lhe possibilitado cortar a comida, sugerindo que comeria folhas e sementes. Isto confirma-se pela preservação notável do conteúdo do seu estômago. Adicionalmente, a ausência de um báculo, osso do pénis existente em todos os baixos primatas, significa que o fóssil seria, muito provavelmente, uma fêmea. Radiografias levadas a cabo em Ida revelaram que o seu pulso esquerdo estava a sarar de uma fractura, o que pode ter contribuído para a sua morte. Os cientistas especulam que ela possa ter sido sufocada por fumos de dióxido de carbono enquanto bebia no lago Messel. Diminuída pelo pulso partido, ficou inconsciente, foi levada pelas águas e afundou-se até ao fundo do lago, onde condições únicas de fossilização preservaram-na por 47 milhões de anos.

### Descoberta e publicação

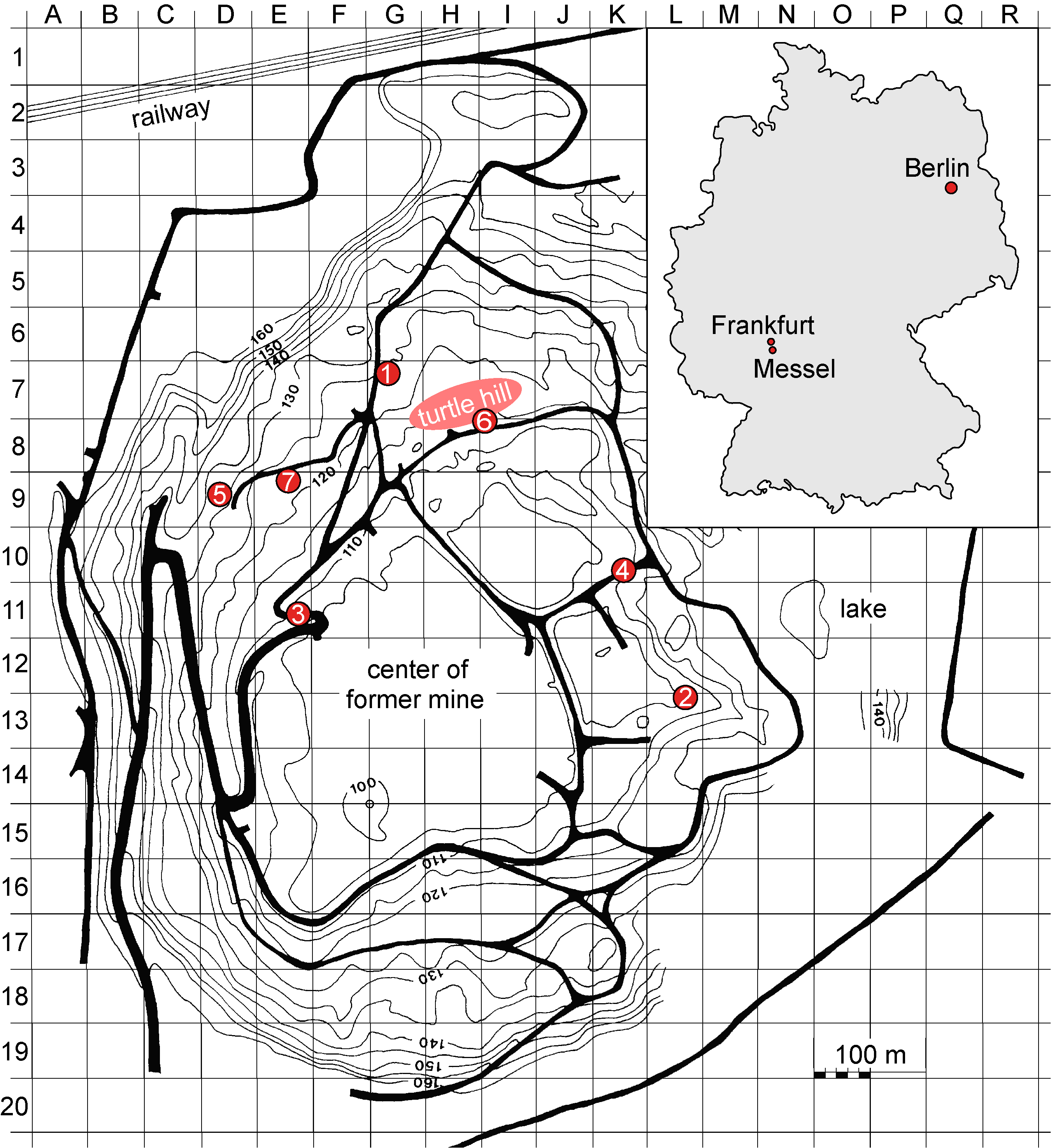
Proveniência do fóssil "Ida" no sítio fossilífero de Messel (elipse vermelha).Mapa inserto: localização de Messel na Alemanha.

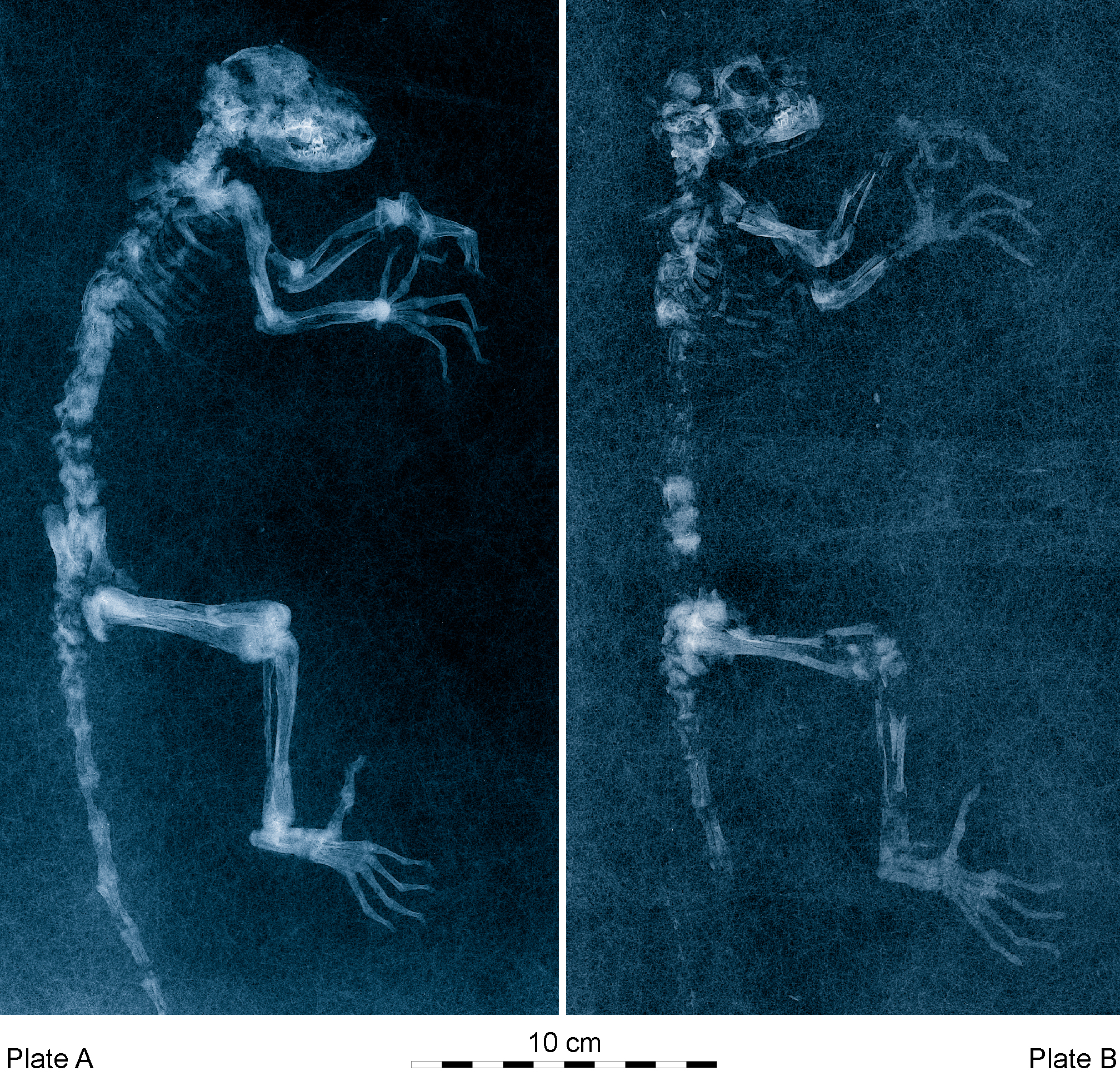
Radiografias do fóssil holótipo de Darwinius, revelando as partes falsificadas da contraplaca.

A descoberta inicial do fóssil é algo nebulosa, embora se conheçam alguns factos. Foi encontrado no sítio fossilífero de Messel em 1983, depois do sítio já estar fechado a caçadores de fósseis amadores, e sendo preparado para ser utilizado como aterro. O fóssil surgiu como placa e contraplaca, que foram emolduradas em resina por um perito. Em algum momento, porém, placa e contraplaca seguiram percursos separados. A contraplaca foi, a uma dada altura, incorporada num composto de partes falsificadas, pretendendo representar um espécime completo, e acabou por surgir num museu privado do Wyoming em 1991. A análise feita por Jens Franzen, do Museu de História Natural de Basileia, na Suíça, revelou a natureza mista, parte real e parte falsificada da contraplaca. A comparação das duas placas revelou que o falsificador teve acesso ao fóssil completo.
A placa principal permaneceu na Alemanha, na posse de um coleccionador. A primeira pessoa a reconhecer a importância do fóssil foi o paleontólogo de vertebrados Hurum, a quem foram mostradas fotografias do espécime num encontro ocasional na Feira de Minerais e Fósseis de Hamburgo em 2006, quando um intermediário lhe ofereceu o fóssil por um milhão de dólares. O Dr. Hurum procurou então encontrar um museu de história natural capaz de pagar o preço pedido pelo espécime, tendo eventualmente conseguido os fundos necessários graças ao Museu de História Natural de Oslo.
Após a aquisição, o fóssil foi estudado em segredo durante dois anos por uma equipa de cientistas; a Hurum juntou-se um perito na evolução de primatas, o Professor Philip Gingerich, da Universidade do Michigan, e os paleontólogos Dr. Jens Franzen e Dr. Jörg Habersetzer, do Instituto de Investigação do Museu Senckenberg.
A 19 de maio de 2009, revelaram as suas descobertas ao mundo num artigo científico publicado online na PLoS ONE[i], a revista de acesso livre da Public Library of Science.

### Publicidade e cobertura mediática
O artigo científico sobre o fóssil foi acompanhado de um documentário (Uncovering Our Earliest Ancestor: The Link), feito pelas Atlantic Productions no Reino Unido, a fim de ser emitido no Canal História (History Channel, EUA) e na BBC One (RU) - dirigido por Tim Walker e produzido por Lucie Ridout. O livro The Link: Uncovering Our Earliest Ancestors, por Colin Tudge, e um site na internet, foram também lançados com o objectivo de explicar o significado do fóssil a uma audiência mais vasta. O diário nova-iorquino Daily News observou que "A revelação do fóssil chegou como parte de uma campanha publicitária orquestrada pouco habitual em descobertas científicas." Um dos co-autores do artigo científico que descreve o Darwinius , o paleontólogo Philip D. Gingerich, manifestou ao The Wall Street Journal a sua insatisfação com a campanha mediática, dizendo que tinham optado por publicar na revista PLoS porque existia "uma companhia de TV envolvida e pressão sobre o tempo" e que tinham sido pressionados para finalizar o estudo. "Não é assim que gosto de fazer ciência", concluiu Gingerich.
Quando a descoberta foi anunciada na imprensa científica e popular[ii], o fóssil foi caracterizado como o "fóssil de primata mais completo alguma vez descoberto"; Sir David Attenborough descreveu-o como "extraordinário", referindo que a descoberta do fóssil teria entusiasmado Darwin, e que será a "pequena criatura" a mostrar como o homem está ligado ao resto dos mamíferos. O Google comemorou a descoberta com um logotipo temático para o dia 20 de maio de 2009. Durante a cerimónia no Museu Americano de História Natural, Hurum disse que "Este espécime é como encontrar a Arca Perdida para os arqueólogos" e "É o equivalente científico do Santo Graal. Este fóssil será provavelmente aquele que estará impresso em todos os manuais durante os próximos 100 anos."
Peritos independentes têm demonstrado preocupação com o facto da publicidade estar a exagerar a importância do achado antes que a informação possa ser escrutinada. A este respeito, Matt Cartmill um antropólogo da Universidade Duke, disse que "A campanha de Relações Públicas acerca deste fóssil é, creio eu, uma história maior que o fóssil em si." A paleoantropóloga Elwyn Simons, da mesma universidade, declarou que é um espécime maravilhoso, mas muita da informação já era conhecida, e o paleoantropólogo Peter Brown, da Universidade da Nova Inglaterra declarou que o artigo científico não continha evidências suficientes de que Darwinius era o antropóide ancestral. Outros têm também criticado as alegações de que o fóssil representa o "elo perdido da evolução humana", argumentando que não existe semelhante coisa, a menos que a evolução seja vista como uma corrente, uma vez que existe um vasto número de ramos em falta; e que, embora o fóssil seja um primata, não existem evidências que sugiram que a sua espécie seja um ancestral directo dos seres humanos.